# アルフシュテット
アルフシュテット（ドイツ語: Alfstedt、低地ドイツ語: Alfst）は、ドイツ連邦共和国ニーダーザクセン州のローテンブルク（ヴュンメ）郡に属す町村（以下、本項では便宜上「町」と記述する）で、ザムトゲマインデ・ゲーステクヴェレを構成する町村の一つである。町の北と東はクックスハーフェン郡と境を接している。
この町は、1974年3月1日以降、バスダール、エーバースドルフ、ヒプシュテット、エレルとともにザムトゲマインデ・ゲーステクヴェレを形成する。

## 歴史
この集落は、1272年に Alvetes Hô（アルフェートの丘陵）として初めて記録されている。

## 行政

### 議会
アルフシュテットの町議会は9議席からなる。

### 紋章
この町の紋章は、青地に動物の頭部を象った金のカミソリが描かれている。これは、1954年にアルフシュテット近郊で発掘された青銅器時代のカミソリである。

## 引用
1. ↑  Landesamt für Statistik Niedersachsen, LSN-Online Regionaldatenbank, Tabelle A100001G: Fortschreibung des Bevölkerungsstandes, Stand 31. Dezember 2023